# 모이 고메스
모이세스 '모이' 고메스 보르도나도(스페인어: Moisés 'Moi' Gómez Bordonado, 1994년 6월 23일 ~ )는 스페인의 축구 선수로, 현재 스페인 라리가의 CA 오사수나에서 활약하고 있다. 포지션은 공격형 미드필더이다.